# Hendrika Johanna van Leeuwen
Jo (Hendrika Johanna) van Leeuwen ('s Gravenhage, 3 juli 1887 – Delft, 26 februari 1974) was een Nederlandse natuurkundige bekend dankzij haar bijdragen aan de theorie van het magnetisme. 

## Biografie
Hendrika van Leeuwen was een dochter van twee onderwijzers: Pieter Eliza van Leeuwen (1858-1917) en Maria Wilhelmina Schepman (1857-?). Haar middelbare schoolopleiding deed ze eerst aan de driejarige HBS in Den Haag en voltooide die aan de vijfjarige HBS Bleijenburg.
Van Leeuwen ging net als haar oudere zus Cornelia natuurkunde studeren, toen studeren aan de universiteit dat pas sinds kort mogelijk geworden was in Nederland. Van Leeuwen studeerde aan de Universiteit Leiden onder Hendrik Antoon Lorentz en deed examen in de theoretische natuurkunde.
Zij worstelde net als andere vrouwen in deze periode tussen haar ambitie voor de wetenschap en de maatschappelijke druk om te trouwen. Van Leeuwen weerstond die druk en bleef haar hele leven een ongetrouwde juffrouw. Haar promotor Lorentz had hart voor de vrouwenzaak. Bij hem promoveerden naast Van Leeuwen nog drie andere vrouwen in de jaren 1910.
In 1917 nam Van Leeuwen bijna ontslag als assistente van Lorentz, omdat ze vond dat haar baan in die periode van werkeloosheid aan een man zou toebehoren, namelijk Adriaan Fokker. Lorentz weigerde haar ontslag, onder andere omdat Fokker toch vermogend genoeg was.
In 1919 promoveerde Van Leeuwen aan de Universiteit Leiden onder Hendrik Lorentz op het proefschrift met de titel Vraagstukken uit de elektronentheorie van het magnetisme. In haar proefschrift legde zij uit waarom magnetisme in essentie een kwantummechanisch effect is. Dit staat tegenwoordig bekend als het Bohr-van-Leeuwentheorema. Als de formules uit de klassieke natuurkunde en de statistische mechanica gebruikt worden komt het bestaan van magnetisme niet naar voren. Op grond van die theorieën kan een systeem in een magnetisch veld dat in thermisch evenwicht verkeert geen netto magnetisch dipoolmoment hebben. Hoewel Van Leeuwen dit zelf ontdekte, bleek dat Niels Bohr dezelfde stelling had ontdekt, namelijk in 1911. Niettemin werd ook Van Leeuwens naam aan het theorema verbonden, omdat het onderzoeksverslag van Bohr in het Deens was geschreven en bovendien ongepubliceerd was op dat moment.
Naast dat promotieonderzoek deed zij in dezelfde periode ook onderzoek aan de eigentrillingen van waterstofmoleculen. Dat deed zij onder leiding van de eveneens in Leiden werkende Paul Ehrenfest.
Na haar promotie werkte ze enige tijd als docent aan middelbare scholen. In 1920 werd zij assistente aan de Technische Hogeschool in Delft, de latere TUD, waar ze onder andere het practicum voor studenten bij de faculteit Elektrotechniek gaf.
In 1943 werd zij vaste hoofdassistent theoretische en toegepaste natuurkunde in Delft. Ze ging door met onderzoek naar magnetisme en werkte aan een model voor permeabiliteit dat goed overeenkwam met experimentele gegevens. Pas in 1947 werd ze lector en mocht ze colleges gaan geven. Deze hadden het onderwerp Ferromagnetisme en de Beginselen van de Speciale Relativiteitstheorie. Ze werd daarmee de eerste vrouwelijke lector van de TH.
Van Leeuwen ging in 1952 met pensioen. Daarna is niet veel meer over haar bekend. In 1960 verhuisde zij van het rijtjeshuis aan Julianalaan 125 in Delft naar een bejaardenhuis voor dames, het Huyse van Sint Christoffel. Daar zou ze blijven wonen tot ze overleed in 1974.

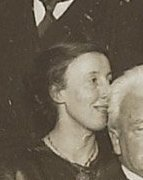
Van Leeuwen bij de huldiging van Lorentz in 1925. Het symposium organiseerde ze bij die gelegenheid samen met onder meer Hendrik Kramers.

## Publicaties (selectie)
- Vraagstukken uit de elektronentheorie van het magnetisme, proefschrift Leiden 1919
- ‘Some remarks on the hydrogen molecule of Bohr-Debye’, Proc. Acad. Amsterdam 18 (1916) 1071.
- Problèmes de la théorie électronique du magnétisme, Journal de Physique et la Radium  2 (1921) 361-377.
- ‘De vermindering der permeabiliteit bij toenemende frequentie’, Physica 11 (1944) 35.
- ‘De magnetisatiekromme’, Nederlands Tijdschrift voor Natuurkunde 13 (1947) 211.

- Biografisch Portaal: 89827531
- International Standard Name Identifier: 0000 0003 8808 858X
- Mathematics Genealogy Project: 108144
- Nederlandse Thesaurus van Auteursnamen: 073836494
- Virtual International Authority File: 281179197
- WorldCat: E39PBJvd7k3hT4cbcQHm7MdvpP